# Гедде, Ове
Гедде, Ове (дат. Ove Gjedde (Giedde)) (27 декабря 1594, Сконе — 19 декабря 1660) — датский риксадмирал.

## Биография
Родился 17 декабря 1594 года в имении Томмеруп в Сконе. В 1612—1614 годах учился в нескольких немецких университетах. После краткого пребывания в Дании он в 1615 году вновь отправился за границу, чтобы обучаться военному делу. Сперва он служил в Голландии в гвардии графа Эрнста-Казимира Нассау-Оранского и изучал фортификацию, затем перебрался в Германию, где участвовал в осаде Брауншвейга.
После возвращения в Данию в 1616—1618 годах служил секретарём в Канцелярии, однако затем был назначен командующим эскадрой, которая должна была отправиться в Ост-Индию, чтобы основать там датскую торговую факторию и продвигать колонизацию Индии.

## Экспедиция на восток
29 ноября 1618 года Гедде вышел из Копенгагена на судне «Элефантен» и лишь в мае 1620 года достиг цели своей экспедиции — острова Цейлон. Однако прошло несколько месяцев, прежде чем ему удалось встретиться с правителем государства Канди. Впрочем, переговоры были удачными: правитель передал датскому королю порт Тринкомали, обещал свою помощь в возведении там форта и даровал датчанам значительные торговые привилегии.
Тем временем голландский купец Роланд Краппе, прибывший в Индию от имени датской Ост-Индской компании ещё до Гедды, потребовал, чтобы тот прибыл на Коромандельский берег. Там в ноябре 1620 г. Гедде заключил с раджей Танджура договор, согласно которому Транкебар передавался королю Дании и его подданным даровались важные привилегии.
Гедде ещё несколько месяцев провёл в этих местах, заложив форт Дансборг. В феврале 1621 года он вновь отплыл на Цейлон, где обнаружил, что постройка крепости так и не началась, и политическая обстановка крайне нестабильна. В мае он отплыл в Данию, прибыв в Копенгаген в марте 1622 года.

## Служба на родине
В 1622 году Гедде был назначен ленсманом Брюнлы и Нумедалена в Норвегии. Затем, в 1637 году, он был ленсманом Брюнлы и Тёнсберга и, наконец, в 1640 — Брюнлы и Братсберга. В 1639 году Гедде стал ландскомиссаром, в 1640 году подполковником Акерсхусского полка норвежского ополчения. Одновременно он как владелец нескольких железных рудников активно участвовал в развитии горного дела в Норвегии.
В январе 1644 года в ходе начавшейся войны со Швецией король назначил его адмиралом норвежской эскадры. В марте он получил приказ нанести максимально возможный ущерб снаряжённому в Голландии флоту, как только тот появится в Северном море. В мае, соединившись с эскадрой адмирала Проса Мунна, он вошёл с Северное море, где 25 мая они дали сражение шведско-голландскому флоту под командованием адмирала Мартина Тейссена. Исход сражения остался неясным. Датские корабли ушли к Флеккерё.
В июне Гедде получил приказ прикрывать морское сообщение между Норвегией и Ютландией и блокировать Гётеборг. Однако ему это не удалось, так как в августе в Каттегат вошёл флот адмирала Тейссена и находился в Балтийском море до ноября. Гедде был вынужден укрыться со своими кораблями в Марстранде.
В марте 1645 года он был назначен членом риксрода и риксадмиралом, чему, вероятно, не в малой степени способствовали его дружеские отношения с Ганнибалом Сехестедом. В мае 1645 года король отправил флот из Зунда к Бохуслену, однако у Гётеборга один из кораблей попал в руки к шведам, а вскоре потерпел крушение и адмиральский корабль. Вся команда была спасена, но Гедде при крушении сломал себе ногу. Спустя три дня флот вернулся в Копенгаген. Кристиан IV был недоволен и потребовал расследования, которое, однако, так и не состоялось.
В 1646 году Гедде получил в управление юнгсховедский лен на Зеландии, который оставался за ним до 1649 года. В 1648 году во время коронации Фредерика III он был удостоен рыцарского титула. В ходе начавшейся войны со шведами ему в марте 1657 года было поручено вместе с Кристеном Скеэлем распоряжаться средствами, полученными от введения чрезвычайного налога, предназначавшегося для укрепления обороны страны.
После заключения Роскилльского мира (1660) он получил в управление лен Халль. Когда в августе 1660 года шведский король, нарушив мир, вновь начал войну, Гедде находился по личным делам в Сконе, где вскоре попал в плен к шведам. Его некоторое время держали в Хельсингборге, затем перевели в Мальмё. Его освободили лишь в сентябре. Прибыв в Копенгаген, он принял участие в последнем в истории Дании собрании сословий.
Умер 19 декабря 1660 года.